# São Sebastião do Rio Preto
São Sebastião do Rio Preto là một đô thị thuộc bang Minas Gerais, Brasil. Đô thị này có diện tích 127,182 km², dân số năm 2007 là 1700 người, mật độ 12 người/km².